# Secrétaire d'État (Espagne)
Pour les articles homonymes, voir Secrétaire d'État.
Ne pas confondre avec la fonction de Secrétaire d'État (Ancien régime en Espagne).
Un secrétaire d'État (en espagnol : Secretario de Estado) est un haut fonctionnaire de l'administration publique centrale en Espagne. Il est placé sous l'autorité directe d'un ministre et à la tête d'un secrétariat d'État (en espagnol : Secretaría de Estado).

## Définition
Les secrétaires d'État constituent des « organes supérieurs de l'administration centrale » (en espagnol : órganos superiores de la Administración General del Estado). Ils sont directement responsables de l'exécution de l'action du gouvernement dans un secteur d'activité particulier d'un département ministériel ou de la présidence du gouvernement.

## Activités
Ils agissent sous la direction du ministre dont ils dépendent, ou du président du gouvernement le cas échéant.
Les secrétaires d'État dirigent et coordonnent les directions générales placées sous leur autorité, et répondent devant leur ministre de tutelle de l'exécution des objectifs fixés pour leur secrétariat d'État.
De même, ils pourront assurer, par délégation expresse, la représentation de leurs ministres respectifs dans leur domaine de compétence, y compris au niveau international dans le respect des normes qui régissent les relations entre l'Espagne et les autres États ou organisations internationales.

## Compétences
Les secrétaires d'État exercent les compétences qui leur sont attribuées ou déléguées par le ministre sur leur secteur d'activité administrative, assurent les relations extérieures de leur secrétariat d'État, sauf dans les cas légalement réservés aux ministres. Ils exercent également les compétences attribuées au ministre en matière d'exécution budgétaire, dans les limites fixées par ce dernier.
De même, ils exercent les compétences inhérentes à leur fonction de direction et impulsent la réalisation des objectifs et l'exécution des projets de leur département, s'assurent de leur bon accomplissement. De plus, ils supervisent l'activité des organes directeurs inscrits auprès d'eux et transmettent leurs ordres à leurs titulaires.
Les secrétaires d'État doivent également honorer les contrats relatifs aux affaires de leur secrétariat d'État, et les conventions non réservées à leurs ministres ou au conseil des ministres, ainsi que résoudre les recours interjetés contre les décisions des organes directeurs dépendant d'eux et les conflits d'attribution entre ces organes.
Par ailleurs, ils assurent la liaison et les relations avec les organes compétents des communautés autonomes dans leur domaine de compétence.
Enfin, les secrétaires d'État sont compétents pour nommer et mettre aux fonctions des sous-directeurs généraux placés sous leur autorité.

## Rang administratif
Certains postes dans la haute administration reçoivent le rang administratif de secrétaire d'État, ce qui permet de déterminer leur place dans l'ordre protocolaire et leur rémunération. Il en va ainsi du directeur de cabinet du président du gouvernement, du président du Conseil supérieur des Sports et du chef d'État-major de la Défense (JEMAD).